# چی یائوشیانگ
چی یائوشیانگ (انگلیسی: Qi Baoxiang؛ زادهٔ ) یک بازیکن تنیس روی میز اهل جمهوری خلق چین است. 
وی در مسابقات کشوری و بین‌المللی در مجموع برنده ۳ مدال طلا، ۵ مدال برنز شده‌است.